# Szkoła Notre-Dame

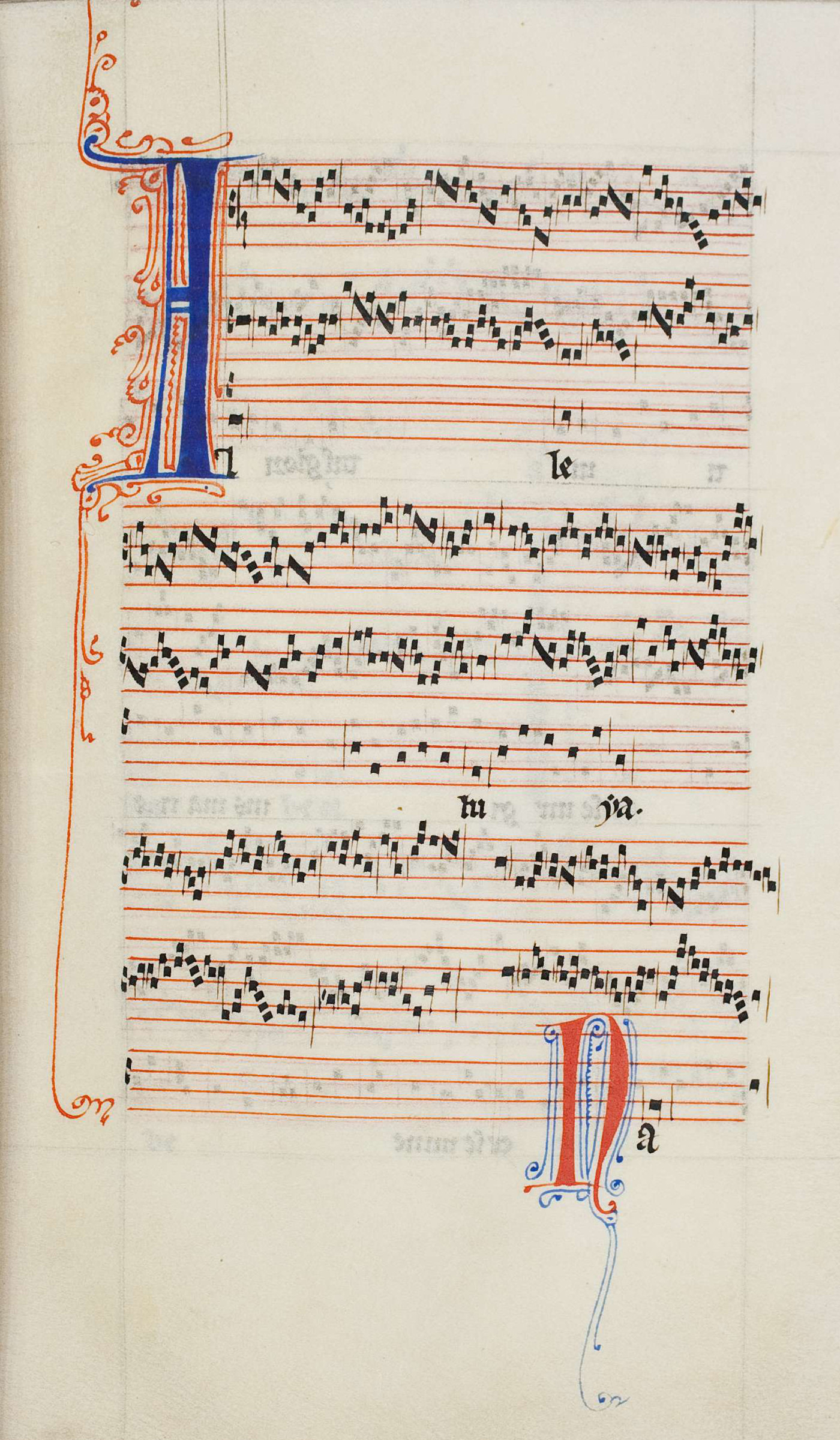
Strona zawierająca Alleluia nativitas Perotinusa

Szkoła Notre-Dame, szkoła paryska – grupa kompozytorów skupionych wokół katedry Notre Dame w Paryżu od ok. 1163 (moment rozpoczęcia budowy katedry) do 1250 roku.
Imiona Leoninusa (Léonina) i Perotinusa (Pérotina) zapisał anonimowy angielski student, z biegiem czasu nazwany Anonimem IV, który studiował lub pracował przy katedrze Notre Dame w XIII wieku. Dzięki niemu posiadamy także informację, że to właśnie ci kompozytorzy spisali księgę organum znaną jako Magnus Liber Organi de gradali et antiphonario (Wielka księga organum złożona z graduału i antyfonarza). Perotinus jest zarazem pierwszym twórcą organum quadruplum – polifonii czterogłosowej – lub przynajmniej pierwszym kompozytorem, którego utwory w tym gatunku zachowały się do dziś. 
Leoninus, Perotinus i inni anonimowi kompozytorzy, których dzieła znamy, są przedstawicielami epoki w historii muzyki nazwanej ars antiqua. To właśnie wtedy z klauzuli narodził się motet – jeden z najczęściej występujących gatunków w Magnus Liber Organi.
Choć zanotowana muzyka zachowała się do dziś, i to w znaczącej ilości, właściwy sposób jej interpretowania, zwłaszcza w zakresie rytmu, pozostaje przedmiotem sporów. Trzech teoretyków muzyki opisuje ówczesną praktykę wykonawczą: Johannes de Garlandia, Franco z Kolonii oraz Anonim IV; wszystkich ich dzielą jednak od spisania Magnus Liber dwa pokolenia, co oznacza, że na ich postrzeganie miała wpływ nowsza praktyka, zmieniająca się wówczas bardzo szybko. 
W muzyce szkoły paryskiej najniższy głos śpiewa długie wartości, podczas gdy głos wyższy – lub głosy wyższe – wykonują ornamentowane linie melodyczne, wykorzystując często powtarzające się następstwa wartości długich i krótkich, czyli tzw. modi rytmiczne. Są to więc początki notacji, która – po raz pierwszy od czasów antycznej Grecji – wskazywała na relatywną długość wartości nutowych. 
Głównym osiągnięciem szkoły Notre Dame było zastąpienie wcześniejszego organum wielogłosowego, polegającego na równoległym prowadzeniu linii melodycznej (cantus firmus) i głosów organalnych, przez organum, w którym cantus firmus jest podzielony na odcinki wykonywane w technice burdonowej lub discantowej, a głosy górne układają się w melizmaty. 